# 浜松市立二俣小学校
浜松市立二俣小学校（はままつしりつ ふたまたしょうがっこう）は、静岡県浜松市天竜区にある公立小学校。
2023年に創立150周年を迎えた。

## 歴史
- 1873年 - 二俣学校創立（清滝寺本堂を仮校舎とする）
- 1877年 - 新校舎落成（清滝寺境内，建築中は栄林寺を借用）
- 1900年 - 二俣，鹿島を併せて二俣尋常小学校となる
- 1905年 - 高等科を併せて二俣尋常小学校と改称
- 1907年 - 現在地に移転
- 1913年 - 幼稚園を付設
- 1915年 - 二俣実科女学校を付設（1923年廃校）
- 1926年 - 野球部尋常科チーム第7回全国少年野球優勝大会で準優勝　阪急宝塚運動場
- 1927年 - 野球部高等科チーム第8回全国少年野球優勝大会で準優勝　京都岡崎公園運動場
- 1941年 - 二俣国民学校と改称
- 1947年 - 6・3制に伴い二俣町立二俣小学校と改称
- 1958年 - 市制施行により天竜市立二俣小学校と改称
- 1961年 - 特殊学級設置（1学級）
- 1967年 - 現南校舎（西側11教室）第一期工事竣工
- 1968年 - 現南校舎（東側8教室 管理室）第二期工事竣工
- 1969年 - 庭園完成
- 1977年 - 屋内運動場竣工
- 1980年 - 校旗制定
- 1980年 - 鳥小屋 遊具施設完成
- 1984年 - 新北校舎竣工
- 1986年 - 南校舎耐震対策大規模改修工事完了
- 1988年 - 北校舎ピロティ倉庫完成
- 1995年 - 「ことばの教室」開設
- 1998年 - 「養護学級（情緒）」「外国人適応指導教室」開設
- 1999年 - 大小プール・付属施設竣工
- 2002年 - ふたまた児童クラブ開所
- 2005年 - 広域市町村合併に伴い浜松市立二俣小学校と改称
- 2021年 - 児童用タブレット配布

## 通学区域
天竜区

| - 二俣町二俣 - 二俣町大園 | - 二俣町阿蔵 - 二俣町鹿島 | - 二俣町南鹿島 |

## アクセス
- 遠鉄バス秋葉線・鹿島線・磐田天竜線・浜松市自主運行バス北遠本線・ ｢秋野不矩美術館入口｣停留所から、徒歩3分